# Tetralogie van Fallot
Tetralogie van Fallot is een door Étienne Fallot (1850–1911) beschreven hartdefect, waarbij vier verschillende hartafwijkingen voorkomen:
1. Een ventrikelseptumdefect (VSD), waardoor de twee hartkamers met elkaar verbonden zijn.
2. De uitstroom uit de rechterventrikel wordt bemoeilijkt door een vernauwing bij of net onder de pulmonalisklep (pulmonalisstenose).
3. De aorta bevindt zich over het septaal defect, in plaats van in de linkerventrikel (dit wordt ook wel een overrijdende aorta genoemd).
4. De rechterventrikel is gespierder dan normaal (hypertrofie van de rechterventrikel).

Bij een pulmonalisatresie met VSD, is er een complete obstructie (lees: pulmonalisklep niet aangelegd) van de rechterventrikeluitstroombaan. Bij patiënten met deze vorm, is er volledige doorstroom van bloed vanuit de rechter- naar de linkerkamer. De longen worden van bloed voorzien door middel van aftakkingen van systeemarteriën (Major Aorta-Pulmonary Colletaral Arterials; MAPCA's). Deze patiëntjes zijn ernstig cyanotisch (blauw gekleurd).

normaal hart

## Pathofysiologie

hart met tetralogie van Fallot

Tetralogie van Fallot zorgt voor een lagere zuurstofconcentratie in het bloed (hypoxie) door de vermenging van zuurstofarm en -rijk bloed in de ventrikels. De obstructie van de arteria pulmonalis zorgt ervoor dat er bloed van de rechterventrikel naar de aorta stroomt (via het ventrikelseptumdefect). Meestal wordt dit syndroom duidelijk door blauwe kleur van de baby. Deze aandoening werd vroeger daarom ook wel Blauwe baby syndroom genoemd, maar er zijn ook "roze Fallots", waarbij de obstructie van de pulmonaalklep minder ernstig is. Deze patiënten worden meestal ontdekt met een beeld van hartfalen door de te grote doorstroming van het longvaatbed. In zeldzame gevallen bestaat er een gebalanceerde situatie, waarbij de stenose groot genoeg is om het longvaatbed te beschermen (tegen overmatige flow) en gering genoeg is om niet te veel cyanose te veroorzaken.

## Symptomen
Symptomen van Tetralogie van Fallot zijn:
- cyanose, een blauwige gelaatskleur
- Aanvallen waarbij het bloed opeens veel zuurstofarmer wordt wat leidt tot onvoldoende zuurstofvoorziening van de hersenen en flauwvallen. In het Engels "tet spells".
- het kind eet niet goed, of (als baby) drinkt niet goed.
- het kind groeit langzamer en het gewicht neemt slecht toe
- polycytemie, een verhoogd aantal rode bloedcellen in het bloed als aanpassing aan de slechte zuurstofspanning.
- het kind wordt sneller moe

## Behandeling
De eerste behandeling voor Tetralogie van Fallot hield in dat een systeemarterie (arteria subclavia) verbonden werd met een longslagader (een BlaLock-Taussig shunt van de systeemcirculatie naar de longcirculatie), om zodoende de longdoorstroming te verbeteren (minder cyanose). Later werd het mogelijk een totale correctie uit te voeren, waarbij het VSD wordt gesloten en de vernauwing in de rechterkamer uitstroombaan wordt opgeheven. Vaak werden patiënten eerst op jonge leeftijd (indien nodig) met eerstgenoemde (shunt) procedure geholpen en als ze oud genoeg waren, werd een totale correctie verricht met het verwijderen van de in eerder stadium aangelegde chirurgische shunt. Tegenwoordig wordt er de voorkeur aan geven de patiënten in één keer te opereren, waarbij het niet meer nodig is eerst een chirurgische shunt aan te leggen.
Volwassenen die voor Tetralogie van Fallot geopereerd zijn leiden meestal een normaal leven. Patiënten blijven echter een verhoogd risico houden op ritmestoornissen. Daarnaast treden vaak rest-afwijkingen op als gevolg van de "correctie" op jonge leeftijd en sommige patiënten hebben daarvoor op latere leeftijd (soms meerdere) re-operaties nodig. Hierom wordt aangeraden dat patiënten onder controle blijven bij een cardioloog met kennis op het gebied van aangeboren hartafwijkingen. Daarnaast antibiotische profylaxe (antibioticakuur uit voorzorg) wordt wel aangeraden voor een bezoek aan de tandarts, om infectieuze endocarditis te voorkomen.